# Étoile filante de Lomé
Dernière mise à jour : 28 septembre 2009.
L'Étoile Filante de Lomé est un club de football togolais basé à Lomé.

## Palmarès
- Championnat du Togo (7)
  - Champion : 1961, 1962, 1964, 1965, 1967, 1968, 1992

- Coupe du Togo (2)
  - Vainqueur : 1961, 1994
  - Finaliste : 1996

- Ligue des champions de la CAF
  - Finaliste : 1968

- Coupe de l'AOF (1)
  - Vainqueur : 1960

## Joueurs emblématiques
- Kossi Agassa
- Edmond Apéti Kaolo

## Tragédie
Lors d'un déplacement pour la 5e journée de championnat de la saison 2011-2012, un tragique accident de car survient faisant 8 morts dont l'entraîneur-adjoint, le kiné, l'infirmier ainsi que le secrétaire général.